# Анкати (Теректинський район)
Анкати́ (каз. Аңқаты) — село у складі Теректинського району Західноказахстанської області Казахстану. Адміністративний центр Анкатинського сільського округу.
У радянські часи село називалось Анкаті.
Населення — 1012 осіб (2021; 1049 у 2009, 1260 у 1999, 1472 у 1989).